# Xalom Xarabi
Sar Xalom Xarabi (en hebreu: שר שלום שרעבי). també conegut com el Raixaix, el Xemeix, o el rabí Xalom Mizrahí Xarabi (1720-1777), va ser un rabí iemenita, un cabalista, un hazan, i un mestre de la halacà, la llei jueva. De gran va ser el director de la Ieixivà Bet El, situada a la ciutat vella de Jerusalem. La seva filla es va casar amb el Rabí Chaim Abraham Gaguin de Jerusalem, Israel, el rabí Gaguin fou el rebesavi de Xem Tov Gaguin, el Keter Xem Tov. El seu net va ser el Rabí Chaim Abraham Gaguin segon.

## Biografia
Sar Xalom Xarabi va néixer a la localitat de Xarab, al Iemen. Va emigrar a Palestina, aleshores sota el domini otomà. De camí a Palestina, va estar a l'Índia, a l'Iraq, i a Síria. A Damasc, va estar implicat en una disputa sobre la halacà, la llei jueva, relacionada amb la quantitat mínima de matsà que una persona ha de menjar durant el Séder de Pessa'h.
A Palestina va causar una profunda impressió als savis i als rabins de l'indret, i és sovint esmentat en els seus llibres. A la Ieixivà Bet El, Xarabi pertanyia a un grup de 12 mekubalim, entre ells; Hida, Torat Chacham, el Rabí Yom Tov Algazi, i altres savis de les congregacions iemenites i sefardites. Xarabi va romandre a la Ieixivà Bet El, i va esdevenir el Roix Ieixivà (el director de la Ieixivà) un càrrec que va exercir fins a la seva defunció. Xarabi era un devot dels ensenyaments religiosos del gran rabí i cabalista Isaac Lúria, l'inventor de la Càbala luriàna.
La tradició popular relaciona la fugida de Xarabi del Iemen, amb un miracle que va tenir lloc després que una rica dona musulmana, suposadament va intentar seduir el rabí. A la Ieixivà de Bet El, Xarabi va treballar com a servent, i va amagar els seus coneixements als altres, quan el seu coneixement de la Càbala, va ser descobert accidentalment, es va convertir en un membre del cercle cabalístic. Segons una llegenda, el profeta Elies se li apareixia, i els principals cabalistes creien que Xarabi era un fidel seguidor de l’Arizal HaKadoix.
El seu net, Solomon Moses Hai Gaguin Xarabi, va escriure un poema de lloança, sobre el seu domini de les obres cabalístiques Ets Hayyim i Shmoneh Shaarim del Rabí Hayyim Vital. Els membres de la Ieixivà Bet El, continuan postrandose davant la seva tomba, situada al Mont de les Oliveres, a l'aniversari de la seva defunció. Existeix la creença popular que Xarabi va ser l'autor del miracle que va obrir el Mur de les Lamentacions (el Kotel) als visitants jueus.

## Obres i escrits
Xarabi va ser un dels primers comentaristes de les obres del Rabí Isaac Luria, l'Arizal Hakadoix, un dels principals cabalistes. El seu llibre d'oracions, el Sidur Kavanot HaRaixaix, (en hebreu: סידור כוונות הרש"ש) es fa servir actualment pels cabalistes, durant l'oració, la meditació, i l'estudi a la ieixivà. És un sidur amb diversos comentaris, i conté extenses meditacions cabalístiques. Entre les obres del Rabí Xarabi, es troben els següents escrits, els quals inclouen: Emet ve-Xalom, Rehovot ha-Nahar, Derech Xalom, i Nahar Xalom, obra en la qual Xarabi respon a 70 preguntes dels hakhamim (savis) de Tunísia, els quals estaven entre les autoritats rabíniques sefardites del segle xviii. Xarabi també va comentar les minhaguim (les costums) dels jueus iemenites, i les va recopilar en diversos volums. Existeix també una edició exclusiva del Xulhan Arukh, on Xarabi ofereix la seva interpretació sobre les halachot (les lleis rabíniques), així com diverses anotacions sobre els costums de la comunitat jueva iemenita. Aquests volums encara es fan servir per la comunitat jueva iemenita, per prendre decisions legals en matèria de halacà, en els afers relacionats amb les festivitats, el matrimoni, i el Shabat.